# Kendji Girac
Kendji Maillé (Périgueux, 3 de julho de 1996), conhecido por seu nome artístico Kendji Girac, é um cantor francês. Foi o vencedor da terceira temporada do programa The Voice: la plus belle voix, como parte da equipa de Mika.

## Biografia
Filho de imigrantes ciganos catalães, Kendji Maillé nasceu a 3 de julho de 1996 em Périgueux, Dordonha. Girac é o nome de baptismo de sua mãe. Sua língua materna é o catalão.
Ele se tornou conhecido na internet em agosto de 2013, por causa da sua versão cover da canção Bella de Maître Gims, num estilo gipsy. O vídeo foi visto cinco milhões de vezes no YouTube. Esta notoriedade permitiu-lhe que participasse da terceira temporada do The Voice, onde venceu o programa com 51 % de votos contra Maximilien (21 %), Amir (18 %) e Wesley (10 %), batendo o recorde na pontuação.
Em 14 de junho de 2014, Kendji Girac lançou seu primeiro extended play, incluindo a canção Color Gitano e quatro covers: Bella de Maître Gims, Toi et moi de Guillaume Grand, Ma philosophie de Amel Bent e Tous les mêmes de Stromae.
Seu primeiro álbum, intitulado Kendji, foi lançado a 8 de setembro de 2014. Este álbum foi classificado como número um em vendas na França, na semana de 8 a 14 de setembro de 2014, com mais de sessenta e oito mil cópias vendidas, tornando-se o melhor álbum de estreia para um disco original de 2014. Kendji foi convidado para participar da fase final do The Voice Kids, a 20 de setembro de 2014, onde foi gratificado com um disco duplo de platina pelo primeiro álbum. A 30 de dezembro do mesmo ano, seu álbum vendeu mais de quinhentas e trinta e sete mil cópias, tornando-se um disco de diamante. A 13 de dezembro de 2014, ganhou dois prémios no NRJ Music Awards, o prémio de revelação francófona e o prémio de canção francófona do ano, pela canção Color Gitano. A 23 de julho de 2015, seu álbum permaneceu doze semanas em primeiro lugar nas vendas de álbuns de França.
Em fevereiro de 2015, ele participou de uma versão especial da canção One Last Time com Ariana Grande, onde cantou em francês.
Em 2015, ele realizou uma digressão em França, Genebra e Bruxelas. No mesmo ano, ele anunciou uma digressão, que será realizada entre março a junho de 2016 no Le Zénith.
A 2 de setembro de 2015, lançou um novo single intitulado Me quemo, do seu segundo álbum intitulado Ensemble que estará disponível a 30 de outubro de 2015.

## Discografia

### Álbuns
| Título            | Detalhes do álbum                                                                             | Desempenhos nas paradas | Desempenhos nas paradas | Desempenhos nas paradas | Desempenhos nas paradas | Desempenhos nas paradas |
| Título            | Detalhes do álbum                                                                             | FRA                     | BEL (Flandres)          | BEL (Valónia)           | NLD                     | SUÍ                     |
| ----------------- | --------------------------------------------------------------------------------------------- | ----------------------- | ----------------------- | ----------------------- | ----------------------- | ----------------------- |
| Kendji            | - Lançado: 8 de setembro de 2014 - Gravadora: Mercury - Formato(s): CD, download digital      | 1                       | 119                     | 1                       | 53                      | 22                      |
| Ensemble          | - Lançado: 30 de outubro de 2015 - Gravadora: Mercury - Formato(s): CD, download digital      | 1                       | 69                      | 69                      | 69                      | —                       |
| Amigo             | - Lançado: 31 de agosto de 2018 - Gravadora: Mercury - Formato(s): CD, download digital       | 1                       | 88                      | 1                       | —                       | 7                       |
| Mi Vida           | - Lançado: 9 de outubro de 2020 - Gravadora: Mercury - Formato(s): CD, download digital, LP   | 2                       | 83                      | 1                       | —                       | 5                       |
| L'école de la Vie | - Lançado: 11 de novembro de 2022 - Gravadora: Mercury - Formato(s): CD, download digital, LP | 1                       | —                       | 3                       | —                       | 11                      |

### Extended plays
| Título          | Detalhes do álbum | Desempenhos nas paradas |
| Título          | Detalhes do álbum | FRA                     |
| --------------- | --- | ----------------------- |
| Kendji Girac EP | - Lançado: 1 de janeiro de 2014 - Editora: Mercury Records - Formato(s): Descarga digital Lista de faixas 1. "Color Gitano" (3:30) 2. "Toi et moi" (3:06) 3. "Bella" (3:56) 4. "Ma philosophie" (3:23) 5. "Tous les mêmes" (2:37) 6. "Elle m'a aimé" (3:25) | 44                      |

### Singles

#### Como artista principal
| Título                                                                                | Ano  | Desempenhos nas paradas | Desempenhos nas paradas | Desempenhos nas paradas | Desempenhos nas paradas | Álbum                     |
| Título                                                                                | Ano  | FRA                     | BEL (Fl)                | BEL (Va)                | POL                     | Álbum                     |
| ------------------------------------------------------------------------------------- | ---- | ----------------------- | ----------------------- | ----------------------- | ----------------------- | ------------------------- |
| "Color Gitano"                                                                        | 2014 | 11                      | –                       | 12                      | –                       | Kendji                    |
| "Andalouse"                                                                           | 2014 | 3                       | 14*                     | 3                       | 10                      | Kendji                    |
| "Elle m'a aimé"                                                                       | 2014 | 22                      | –                       | 3*                      | –                       | Kendji                    |
| "Cool"                                                                                | 2014 | 20                      | –                       | 17                      | –                       | Kendji                    |
| "Je m'abandonne"                                                                      | 2014 | 25                      | –                       | –                       | –                       | Kendji                    |
| "La bohème"                                                                           | 2014 | 61                      | –                       | –                       | –                       | Aznavour, sa jeunesse     |
| "Conmigo"                                                                             | 2015 | 7                       | –                       | 6                       | –                       | Kendji (Reedição de 2015) |
| "Les richesses du cœur"                                                               | 2015 | 57                      | –                       | –                       | –                       | Kendji (Reedição de 2015) |
| "Me quemo"                                                                            | 2015 | 7                       | –                       | 8                       | –                       | Ensemble                  |
| "Le yeux de la mama"                                                                  | 2015 | 5                       | –                       | –                       | –                       | Ensemble                  |
| "Pour Oublier"                                                                        | 2018 | --                      | --                      | --                      | --                      | Amigo                     |
| "Tiago"                                                                               | 2018 | --                      | --                      | --                      | --                      | Amigo                     |
| *Não apareceu no Belgian Ultratop 50, mas foi classificado como borbulha no Ultratip. |      |                         |                         |                         |                         |                           |

#### Como artista participante
| Título                                                                         | Ano  | Desempenhos nas paradas | Desempenhos nas paradas | Desempenhos nas paradas | Desempenhos nas paradas | Álbum                                     |
| Título                                                                         | Ano  | FRA                     | BEL (Fl)                | BEL (Va)                | POL                     | Álbum                                     |
| ------------------------------------------------------------------------------ | ---- | ----------------------- | ----------------------- | ----------------------- | ----------------------- | ----------------------------------------- |
| "One Last Time (Attends-moi)" (Ariana Grande com participação de Kendji Girac) | 2015 | 11                      | –                       | –                       | –                       | My Everything e Kendji (Reedição de 2015) |

### Outras canções nas paradas
| Título                                                  | Ano  | Desempenhos nas paradas | Álbum                                   |
| Título                                                  | Ano  | FR                      | Álbum                                   |
| ------------------------------------------------------- | ---- | ----------------------- | --------------------------------------- |
| "Amor de mis amores" / "Volare" (creditado como Kendji) | 2014 | 94                      | The Voice 3 - La Plus Belle Voix (2014) |
| "Belle" (creditado como Kendji)                         | 2014 | 96                      | The Voice 3 - La Plus Belle Voix (2014) |
| "Mi amor"                                               | 2014 | 118                     | Kendji                                  |
| "Avec toi"                                              | 2014 | 179                     | Kendji                                  |
| "Baïla amigo"                                           | 2014 | 187                     | Kendji                                  |
| "Mon univers"                                           | 2014 | 192                     | Kendji                                  |
| "No me mirès màs"                                       | 2015 | 72                      | Ensemble                                |
| "Ma solitude"                                           | 2015 | 130                     | Ensemble                                |
| "C'est trop"                                            | 2015 | 142                     | Ensemble                                |
| "Besame"                                                | 2015 | 198                     | Ensemble                                |

## Prémios e nomeações
| Ano  | Cerimónia        | Categoria                 | Destinatários e nomeados | Resultado |
| ---- | ---------------- | ------------------------- | ------------------------ | --------- |
| 2014 | NRJ Music Awards | Canção do ano             | Color Gitano             | Venceu    |
| 2014 | NRJ Music Awards | Revelação francófona      | Kendji Girac             | Venceu    |
| 2015 | NRJ Music Awards | Canção francófona do ano  | Conmigo                  | Venceu    |
| 2015 | NRJ Music Awards | Artista francófono do ano | Kendji Girac             | Indicado  |